# Лорис-Меликов, Иосиф Григорьевич
Иосиф Григорьевич Лорис-Меликов (15 сентября 1872 ― август 1948) ― российский государственный деятель, дипломат. Чрезвычайный и полномочный министр при посольстве России в Сиаме в 1916―1917 гг. 

## Биография
Иосиф Григорьевич родился 15 сентября 1872 года в знатной семье армянского происхождения. Род Лорис-Меликовых был известен с начала XVII века, а в XIX веке был возведён в графское достоинство. Мать ― Софья Иосифовна Корганова (1845―1933). Иосиф Григорьевич приходился племянником Михаилу Тариэловичу Лорис-Меликову, выдающемуся военачальнику и министру внутренних дел Российской империи, который имел большое влияние в последние годы царствования императора Александра II.
Владел четырьмя иностранными языками: немецким, французским, норвежским и английским. В 1894 году окончил Императорский Александровский лицей, после чего поступил на службу в Министерство иностранных дел Российской империи. В 1902 году занимал должность делопроизводителя экспедиции, состоящей при канцелярии министерства. В 1906―1908 годах ― 2-й секретарь дипломатической миссии в Нидерландах. В 1909―1913 годах занимал пост секретаря миссии в Норвегии в Христиании (с 1924 г. ― Осло).
В 1913 году сопровождал известного норвежского исследователя Фритьофа Нансена в его поездке по России. В экспедиции занимался выявлением и записью языковых особенностей наречий местного населения: юрацкого, самоедского и енисейско-остяцкого. Как официальное лицо, поддерживающее связи Норвегии и России, был непосредственно заинтересован в проведении данной экспедиции, целью которой было открытие нового торгового пути из Северной Норвегии в Сибирь. Сам Фритьоф Нансен о Иосифе Григорьевиче отзывался следующим образом: «Мы же благодаря такому стечению всех обстоятельств могли наслаждаться его обществом в путешествии — всегда доброжелательный и любезный, всегда прекрасно одетый и безупречно воспитанный дипломат, всегда общительный и интересный собеседник, всегда готовый как пошутить, так и оценить по достоинству чужую остроту и всегда непоколебимо уверенный в правильности российской государственной системы и её превосходстве.»
В 1914 ― апреле 1916 года ― 1-й секретарь русского посольства в США. С 6 мая 1916 года ― поверенный в делах и генеральный консул в Сиаме с личным званием чрезвычайного посланника и полномочного министра. С апреля по ноябрь 1917 года ― посланник в Сиаме. 26 ноября 1917 года был уволен приказом наркоминдела Льва Давидовича Троцкого. 
Был дружен с российской поэтессой Зинаидой Гиппиус и, будучи хорошо знаком с мировой классической литературой, учил её мольеровскому стихосложению. 
После Октябрьской революции уехал в эмиграцию во Францию. Скончался в августе 1948 года в Париже. Был похоронен на кладбище Сент-Женевьев-де-Буа. 
Был награждён Орденом Святой Анны II степени.